# Pazurogon jedwabisty
Pazurogon jedwabisty, kangur pręgowany (Onychogalea unguifera) – gatunek ssaka z podrodziny kangurów (Macropodinae) w obrębie rodziny kangurowatych (Macropodidae). 

## Taksonomia
Gatunek po raz pierwszy zgodnie z zasadami nazewnictwa binominalnego opisał w 1840 roku angielski przyrodnik John Gould nadając mu nazwę Macropus Unguifer. Miejsce typowe to „północno-zachodnie wybrzeże Australii” (Mammal Species of the World jako miejsce typowe podaje Derby (King Sound), Australia Zachodnia, Australia). Holotyp to skóra i czaszka dorosłego samca (sygnatura BMNH 1841.1108) z kolekcji Muzeum Historii Naturalnej w Londynie. Podgatunek annulicauda formalnie opisał w 1884 roku brytyjski zoolog Charles Walter De Vis jako odrębny gatunek i nadając mu nazwę Onychogalea annulicauda. Miejsce typowe to Kimberley, rzeka Norman, Zatoka Karpentaria, Queensland, Australia. Okaz typowy nieznany.
Podgatunki M. unguifera są słabo zróżnicowane, dlatego ważność taksonu annulicauda wymaga potwierdzenia. 
Rozpoznano dwa podgatunki.

### Etymologia
- Onychogalea: gr. ονυξ onux, ονυχος onukhos „pazur”; γαλεή galeē lub γαλή galē „łasica”[13].
- unguifera: łac. unguis „paznokieć, pazur”[14]; -fera „noszący”, od ferre „nosić”[15].
- annulicauda: łac. anulus „pierścień”[16]; cauda „ogon”[17].

## Zasięg występowania
Pazurogon jedwabisty występuje w zależności od podgatunku:
- O. unguifera unguifera – północno-zachodnia Australia.
- O. unguifera annulicauda – północno-wschodnia Australia.

## Morfologia
Długość ciała (bez ogona) samic 49–60 cm, samców 53,4–69 cm, długość ogona samic 51,6–65,5 cm, samców 62,3–73,1 cm; masa ciała samic 4,4–7 kg, samców 3,9–9 kg. Gęsta, żółtobrązowa sierść, ciemniejszy pas wzdłuż grzbietu. Pazurogon jedwabisty, podobnie jak inne gatunki tego rodzaju, ma na końcu ogona rogowy pazur o nieznanej funkcji, któremu zawdzięcza swą nazwę.

## Ekologia

### Środowisko życia
Na północy zamieszkuje lekko zadrzewione obszary zalewowe, na południu – otwarte lasy porośnięte trawą, zakrzewiony teren sawannowy oraz obszary trawiaste porośnięte pojedynczymi drzewami. Lubi sąsiedztwo cieków wodnych.

### Tryb życia
Najbardziej aktywny o wschodzie i zachodzie słońca. Roślinożerca. Żyje pojedynczo, jedynie podczas żerowania tworzy grupy liczące do czterech osobników. Podobnie jak inne pazurogony wygrzebuje przednimi łapami płaskie doły pod drzewami, w których spędza dzień. Spłoszony ucieka szybkimi skokami lub ukrywa się w dziuplastych pniach drzew.

## Status zagrożenia
W Czerwonej księdze gatunków zagrożonych Międzynarodowej Unii Ochrony Przyrody i Jej Zasobów został zaliczony do kategorii LC (ang. least concern ‘najmniejszej troski’).